# ديل بالارد جونيور
ديل بالارد جونيور (بالإنجليزية: Del Ballard, Jr.)‏ هو لاعب البولنغ ‏ أمريكي، ولد في 1 يوليو 1963 في كيلر في الولايات المتحدة.